# Annette Obrestad
Annette Obrestad (Sandnes, Noruega, 18 de septiembre de 1988) es una jugadora de póquer noruega. Obrestad es la persona más joven que ha ganado una pulsera de la Serie Mundial de Póquer y en 2007 fue considerada como uno de los mejores jugadores de torneos de múltiples mesas en línea en el mundo.

## Póquer

### Póquer en línea
Annette Obrestad empezó su carrera de póquer en línea con solo quince años, bajo el nombre de usuario de «Annette_15». Afirma que nunca ha tenido que depositar dinero en ningún sitio de web de póquer. En vez de eso, consiguió su primer dinero en línea ganando varios torneos de póquer freeroll. Entre septiembre de 2006 y febrero de 2007, ganó más de 500.000 dólares en PokerStars, 200.000 dólares en UltimateBet y 136.000 dólares en Full Tilt Poker. Desde febrero de 2008, PocketFives.com, un sitio web que sigue el póquer en línea, la clasifica en su ranking en el 51.er lugar; en el pasado, llegó a ocupar el primer puesto de la clasificación.
Obrestad jugó principalmente en UltimateBet y PokerStars. En 2006, como «Annette_15», terminó en séptimo lugar en el acontecimiento principal (de 2.500 dólares) del Campeonato Mundial de Póquer en línea de PokerStars, ganando 163.150 dólares. Obrestad admitió posteriormente en un foro que había dejado que otra persona jugara en su lugar, y que se sorprendió cuando llegó a la mesa final.
En julio de 2007, Obrestad ganó un torneo sit and go en línea de 180 personas con una compra de 4 dólares, donde dice que echó una ojeada a sus cartas solo una vez durante el torneo, cuando uno de los jugadores «apostó el resto». Jugó casi todo el torneo sin mirar sus cartas, para mostrar «lo importante que es jugar posición y prestar atención a los jugadores en la mesa».
El 2 de marzo de 2008, ganó el primer lugar y 20.000 dólares en el «Cien Mil de Domingo» de PokerStars, un torneo con una compra de solo 11 dólares pero con un campo de 20.000 jugadores. 
El 8 de junio de 2008, ganó el primer lugar y 35.000 dólares en el «Acontecimiento de Domingo GTD» de 125.000 dólares de Betfair.

### Serie Mundial de Póquer
El 17 de septiembre de 2007, el día antes de que cumpliera 19 años, Obrestad ganó el evento Principal en la inauguración de la Serie Mundial de Póquer Europea. 
Por ganar el primer lugar, dotado con un premio de un millón de libras (2.01 millones de dólares), superó el récord para un pago único de un acontecimiento individual a una jugadora, previamente mantenido por Annie Duke, que ganó 2 millones de dólares en el Torneo de Campeones de 2004. Antes de la SMPE de 2007, Obrestad solo había conseguido dinero en efectivo en otros cuatro torneos de póquer en vivo.
Obrestad no alcanzará la edad suficiente para competir en los acontecimientos de la Serie Mundial de Póquer en los Estados Unidos hasta 2010. Bajo las leyes de juego del estado de Nevada, donde la SMP principal tiene lugar, los jugadores han de tener veintiún años o más.

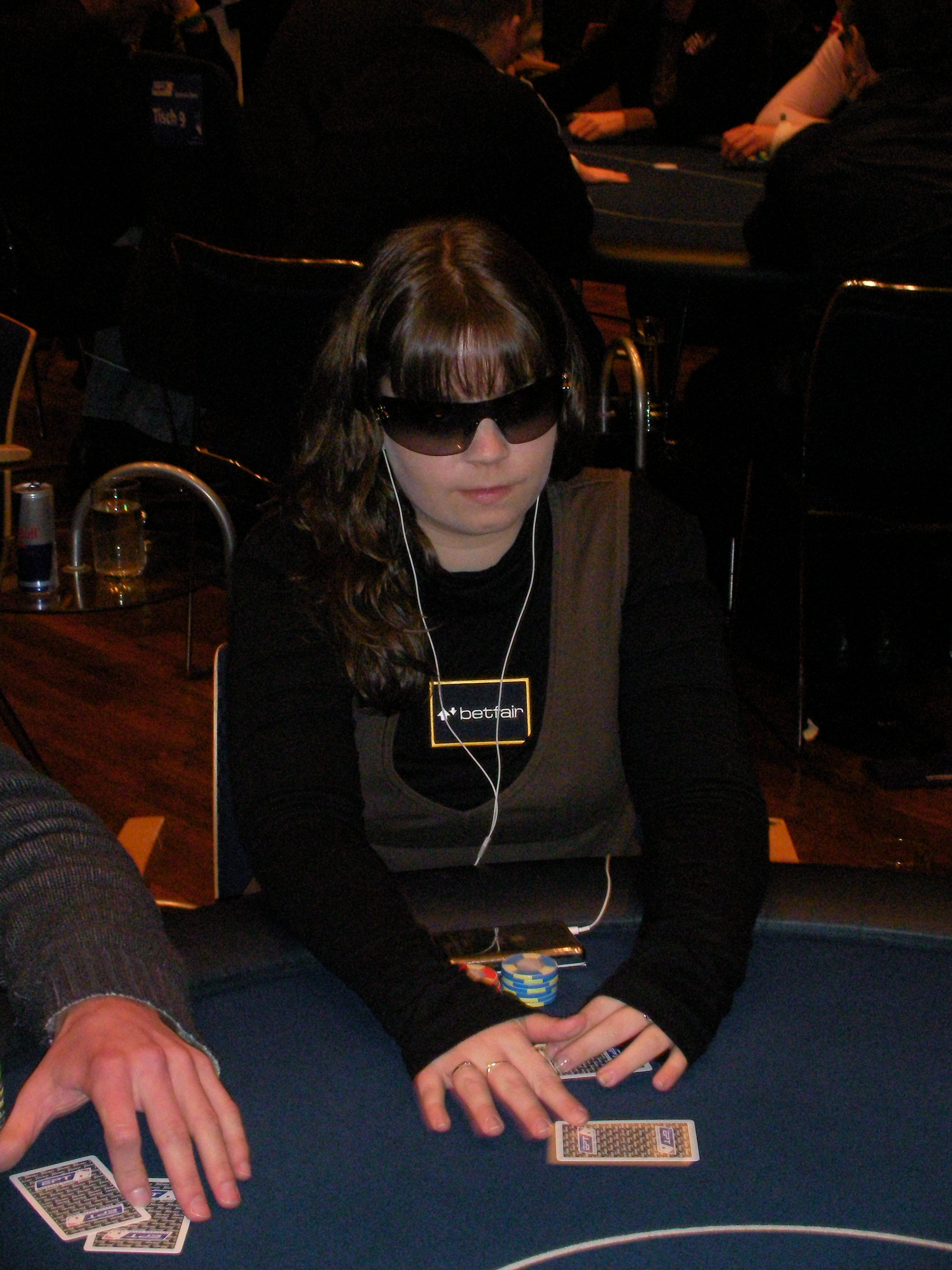
Annette Obrestad

### European Poker Tour
Obrestad estuvo cerca de ganar su segundo título importante en directo en noviembre de 2007, cuando ganó 297.800 euros en el European Poker Tour de PokerStars en Dublín. Terminó en segundo lugar contra Reuben Peters, tras mantener el mayor número de fichas durante casi toda la mesa final. 
Es socia del Equipo Betfair, con Sorel Mizzi y John Tabatabai y escribe un blog para su sitio web.

## Brazaletes de las Series Mundiales de Póquer
| Año  | Torneo                              | Premio     |
| ---- | ----------------------------------- | ---------- |
| 2007 | £10.000 Evento de No Limit Hold 'Em | £1.000.000 |

Desde 2008 sus ganancias totales de torneos en directos exceden los dos millones y medio de dólares. Obrestad ocupa el primer lugar con 2.736.455 dólares, en la lista de los jugadores noruegos que más dinero han ganado, de todos los tiempos, en torneos en directo, por delante de Thor Hansen, según el sitio web thehendonmob.com.